# Makleja srdčitá

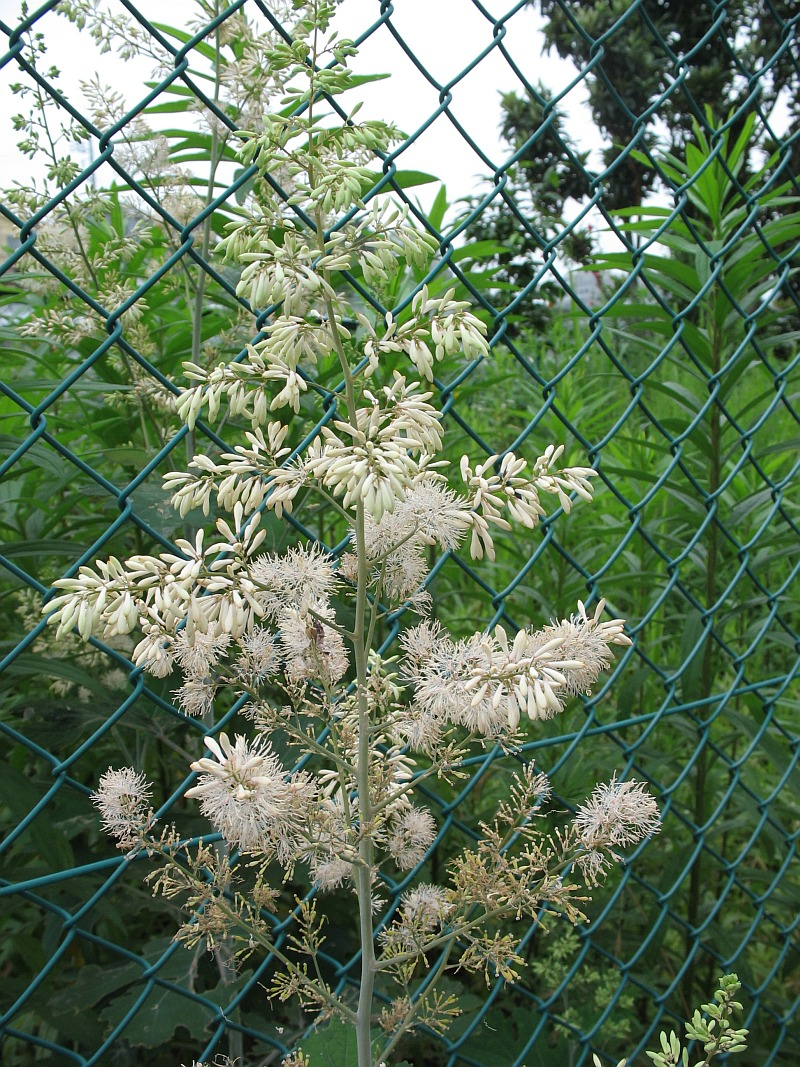
Kvetoucí makleja srdčitá

Makleja srdčitá (Macleaya cordata) je statná, okolo 2,5 metrů vysoká, vytrvalá bylina kvetoucí drobnými, načervenalými květy uspořádanými v dlouhých latách. Je jedním ze dvou druhů rodu makleja a ze své domoviny na Dálném východě, z Číny, Japonska a Tchaj-wanu, byla do Evropy a Severní Ameriky přivezena jako okrasná rostlina.

## Ekologie
Roste v hlubokých, výživných, lehčích půdách v řídkých listnatých lesích, houštinách, na neobdělávaných polích, na březích rybníků či vodních toků i podél cest. Vyskytuje se v nadmořské výšce do 800 m. Při pěstování v zahradách a parcích se občas dostává do volné přírody, kde vytrvává a rozšiřuje se. Středoevropskou zimu spolehlivě přečkává.
Statná lodyha na podzim usychá a v květnu začíná rašit nová, při opožděných jarních mrazících někdy omrzne. Kvete od července do září a přes svou výšku se nevyvrací a nepotřebuje oporu. Preferuje polostín a mírně vlhké stanoviště, stejně dobře však roste na slunci. V nadzemní části jsou mléčnice a rostlina po poranění roní oranžově hnědý latex, které může vyvolat podráždění kůže.

## Popis
Vytrvalá rostlina vysoká 2 až 3 metry, která má lodyhu přímou, šedozelenou, na bázi dřevnatějící, pevnou, lysou a dutou. Lodyha vyrůstá z mohutného oddenku a rozvětvuje se až nahoře v květenstvích, Je porostlá statnými listy s řapíky 5 až 15 cm dlouhými a s čepelemi v obryse široce vejčitými až okrouhlými, které mívají v průměru 15 až 25 cm a mají sedm až devět dlanitých, po obvodě zubatých laloků. Ve spodní části lodyhy jsou listy s dlouhým řapíky hustě nahloučené, výše mají řapíky kratší a rostouí střídavě. Na svrchní straně jsou tmavozelené, na spodní sivozelené a plstnaté. Na podzim se listy před opadem zbarví žlutě.
Na lodyze vyrůstají 15 až 40 cm dlouhá, mnohokvětá latnatá květenství s postupně se rozvíjejícími drobnými květy na stopkách. Bělavá květní poupata kyjovitého tvaru jsou 1 cm dlouhá, korunní lístky nejsou vyvinuty. Čtyři kališní lístky velké 1 cm mají vejčitý tvar, na bází bývají vakovitě vyduté a jsou okrově až bronzově zbarvené. V květu bývá dvacet až třicet tyčinek, jejich nitky jsou stejně dlouhé jako žluté prašníky a po brzkém opadu kalichu zůstávají po dobu zrání plodu na květním lůžku jako bělavý chomáček. Vejčitý semeník asi 3 mm velký má kratičkou čnělku s dvoulaločnou bliznou. Ploidie druhu je 2 = 20.
Plody jsou ploché, hnědé, stopkaté tobolky, v obryse obkopinaté a obvykle 25 × 5 mm velké. Obsahují čtyři až šest vejčitých, tmavě hnědých, do 2 mm velkých semen s mřížkovaným osemením.

## Význam
Makleja srdčitá je využívána hlavně jako záhonová trvalka. Vysazuje se ve skupinách nebo jako solitéra, je atraktivní svou neobvyklou mohutností a okrasná listem a květem. Na tak mohutné rostlině působí její vzdušné, téměř závojovité květenství velmi jemně a kontrastuje s celkovým zjevem. Vysazuje se také v pozadí jednostranných trvalkových záhonů neb jako jejich dominanta, je také vhodná do popředí dřevin a vyšších keřů. Používá se i k zaclonění nevhodných zdí či plotů. V zahradnických podnicích se rostliny rozmnožují rozdělením trsů nebo oddenky.
Tato dálněvýchodní bylina obsahuje ve všech částech protopinové alkaloidy, hlavně allokryptopin a protopin a kvarterní alkaloidy, např.sanguinarin, chelerythrin, makarpin a další. Zejména makarpin je intenzivně zkoumán pro možnost jeho využití při studiu buněčných struktur průtokovou cytometrií a fluorescenční mikroskopií. Další studie jsou však limitovány malou dostupností tohoto alkaloidu. Bylo zjištěno, že jeho vhodným zdrojem mohou být kořeny víceleté kultury makleje srdčité, které ho obsahují téměř 0,13 %.

## Možnost záměny
Podobné pěstební podmínky jako makleja srdčitá požaduje a také podobně vypadá i druhý druh rodu makleja maloplodá (Macleaya microcarpa). Ta je vzrůstem o něco menší, ve kvetení ranější, ve květu mívá jen osm až dvanáct tyčinek a její menší tobolka obsahuje jen jedno semeno.
Oba druhy se často kříží a vzniká neplodný hybrid (Macleaya x kewensis), který je běžně prodáván. Nebývá vyšší než 2 m a byly vyšlechtěny jeho kultivary s mnoha odstíny růžových a červených květů.

## Galerie

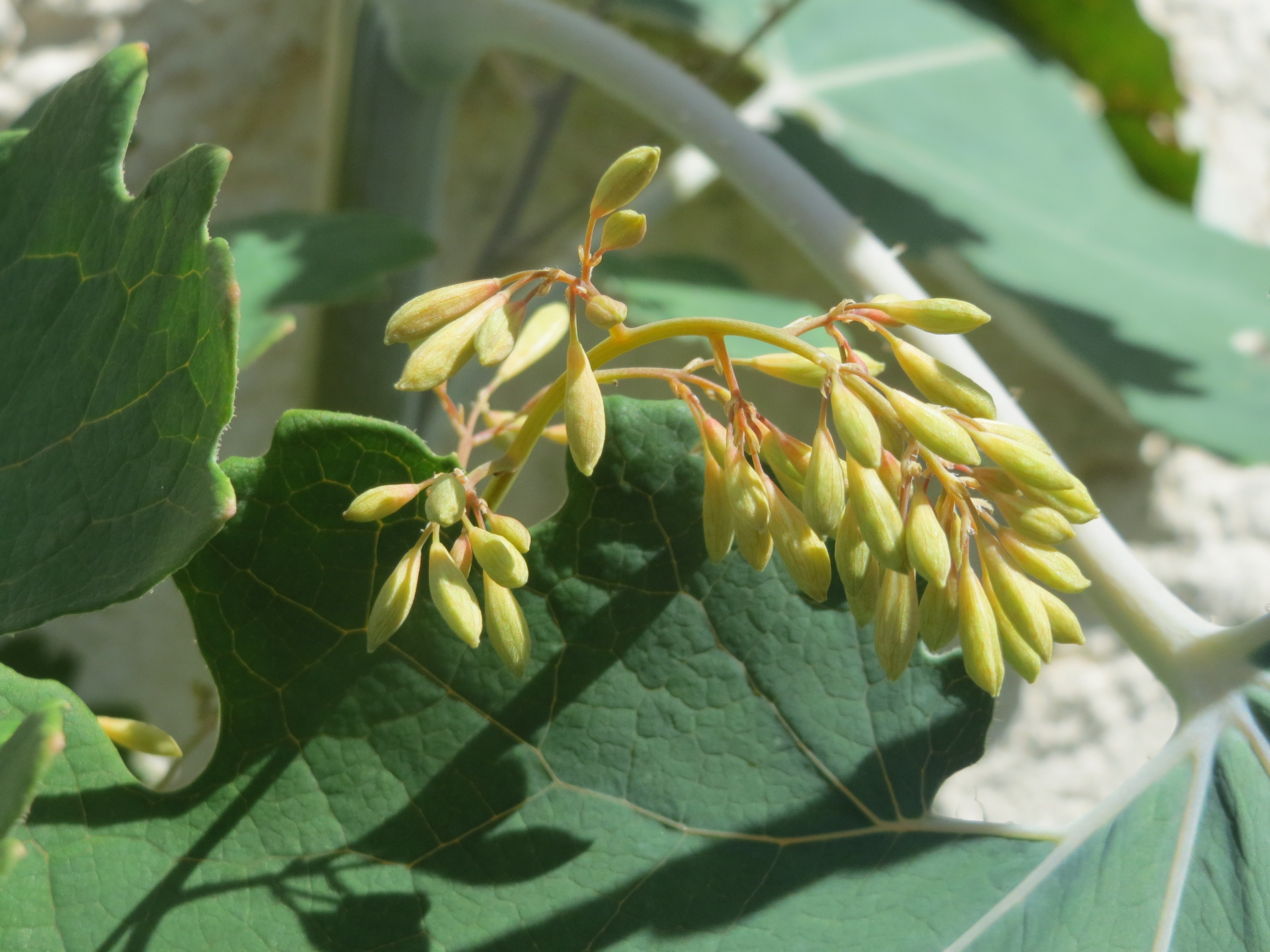
Květní pupeny
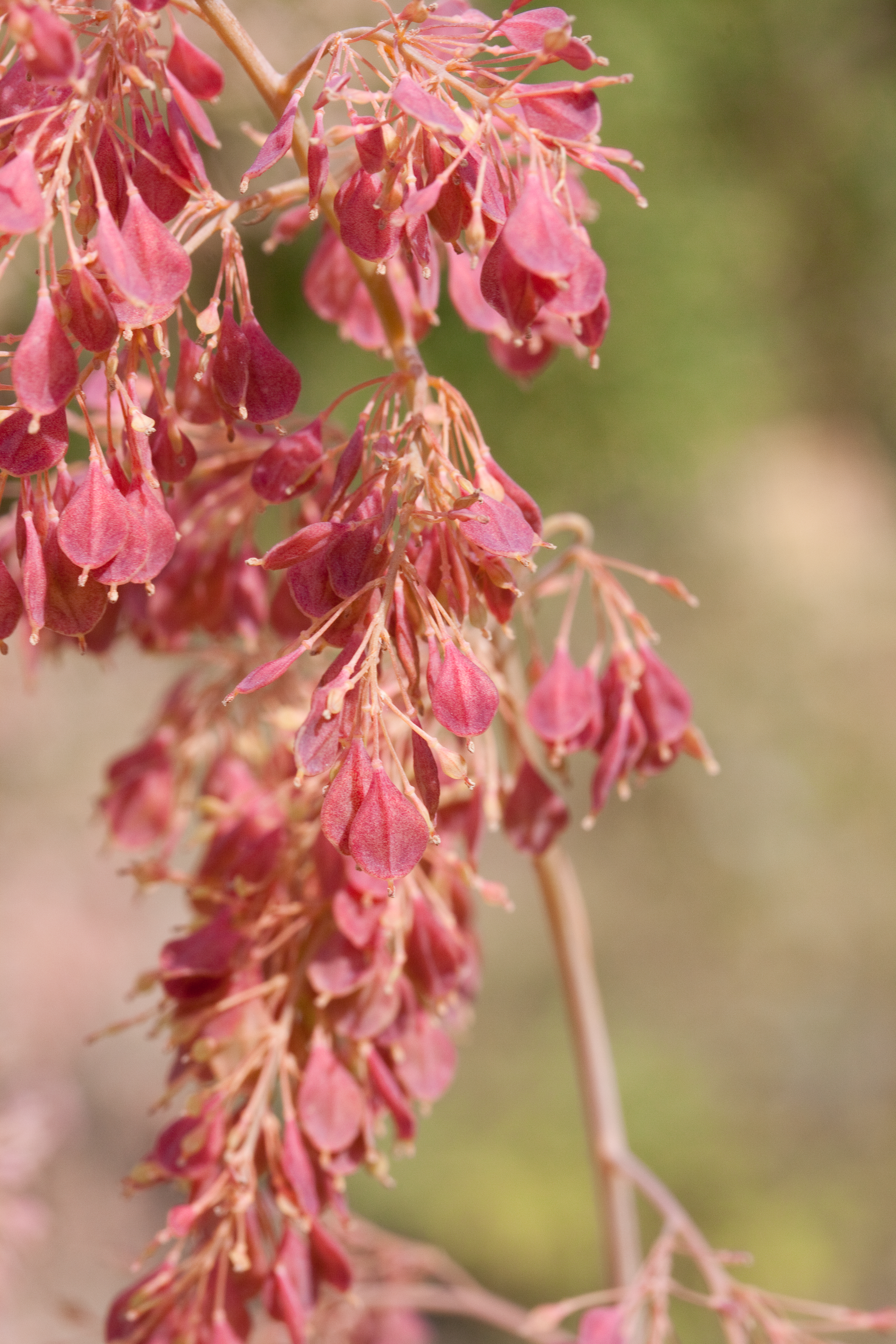
Dozrávající plody
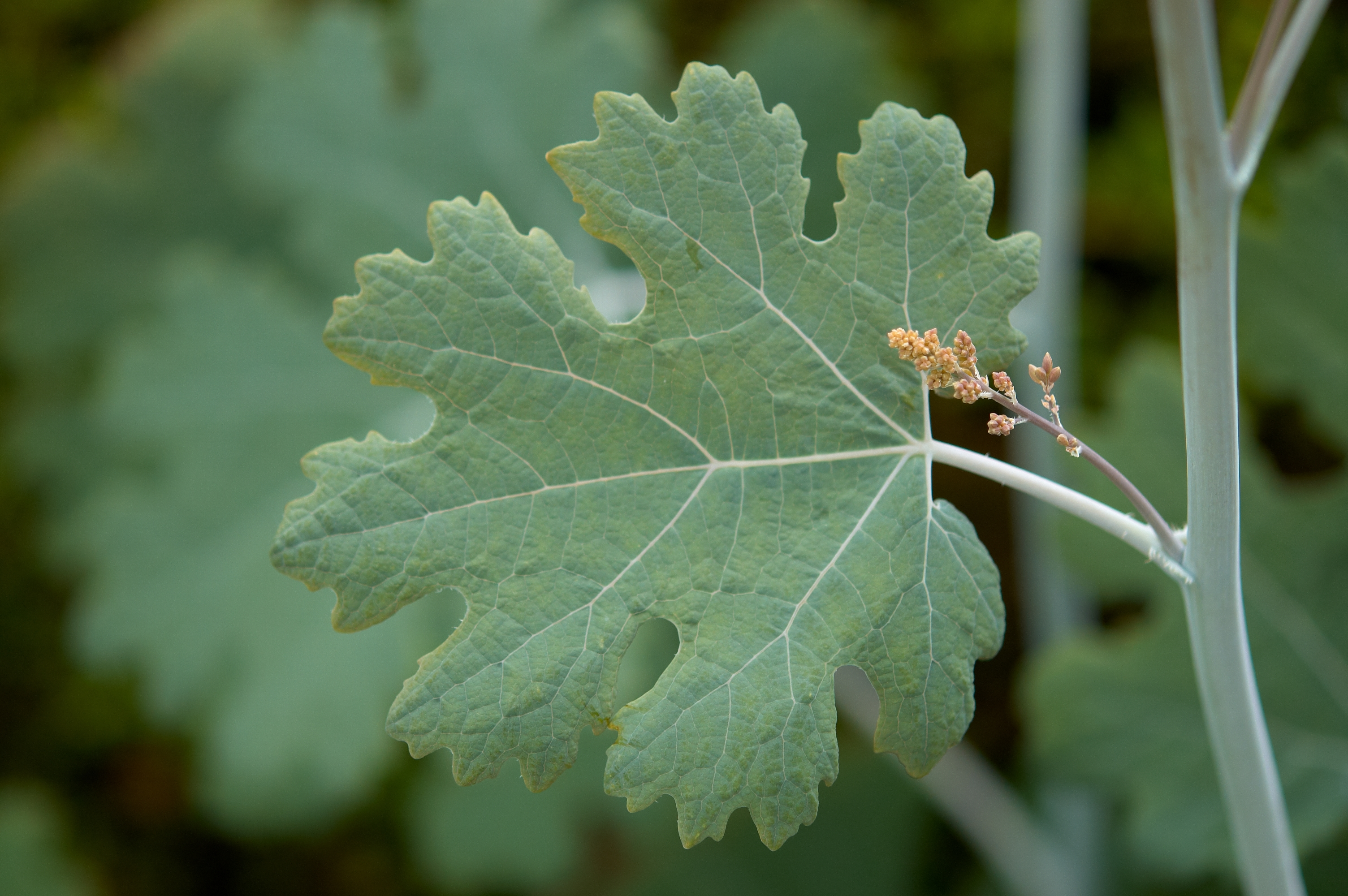
List
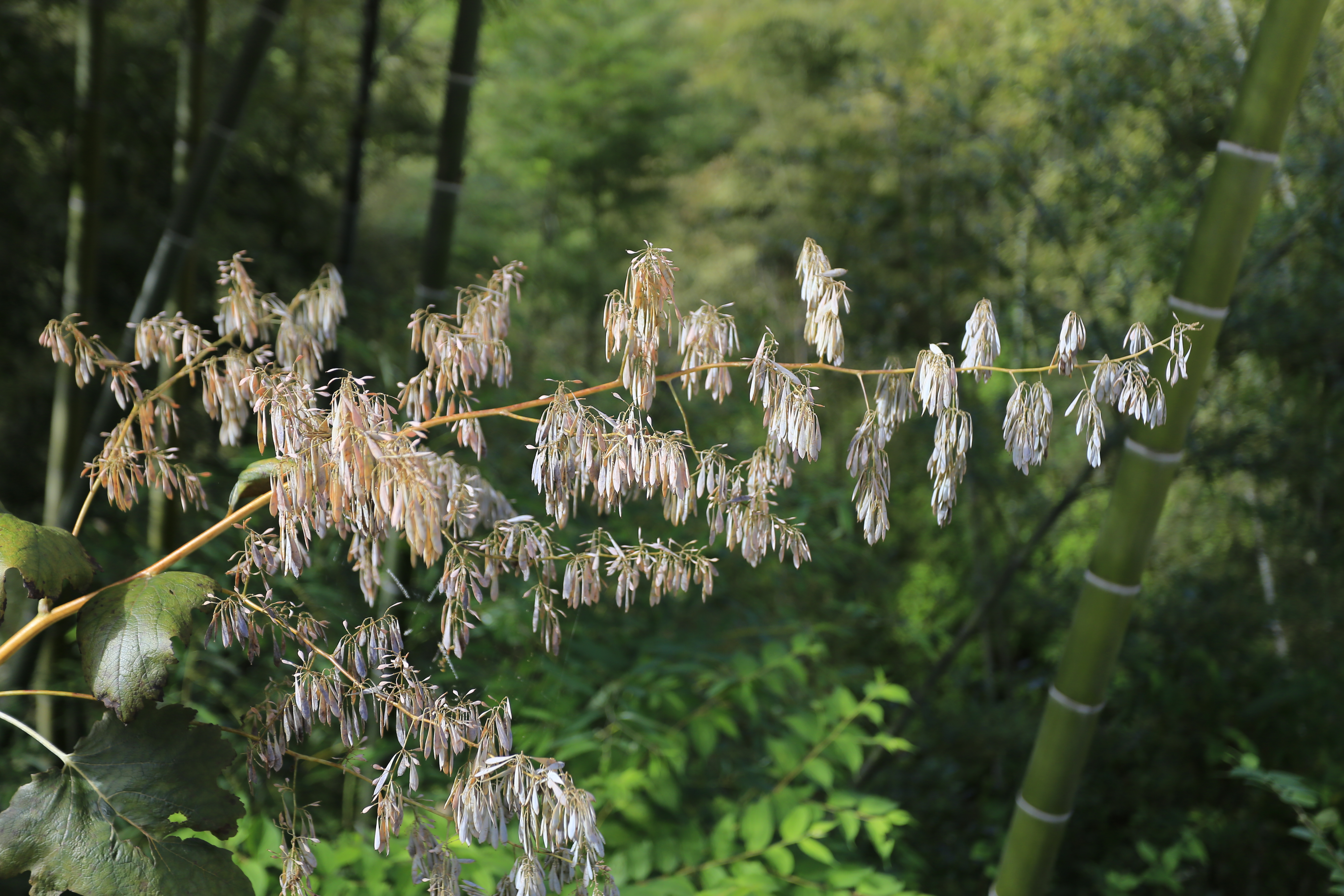
Tobolky